# 理想の恋人図鑑
『理想の恋人図鑑』（りそうのこいびとずかん）は、関西テレビで2013年10月4日から2014年9月26日まで放送された、関西ローカルのミニ番組。毎週金曜日の22:52 - 22:57（JST）に放送。

## 出演者
- ナビゲーター　- 野々すみ花（元宝塚歌劇団宙組トップ娘役）

## 概要
自分の理想の恋人を「理想の恋人図鑑」から紹介するという設定で、過去の宝塚歌劇で上演された作品の登場人物を紹介する。
主人公（主演）のみならず、ヒロインや脇役を紹介した回もあった。

## 放送内容
| 回 | 放送日         | 作品名                                           | 役名                         | キャッチフレーズ                 |
| -- | -------------- | ------------------------------------------------ | ---------------------------- | -------------------------------- |
| 1  | 2013年10月4日  | ロミオとジュリエット                             | ロミオ                       | トキメキをくれる王子様タイプ     |
| 2  | 2013年10月11日 | 逆転裁判2                                        | フェニックス・ライト         | 包容力豊かな好青年タイプ         |
| 3  | 2013年10月18日 | オーシャンズ11                                   | ダニー・オーシャン           | キザなチョイ悪タイプ             |
| 4  | 2013年10月25日 | カサブランカ                                     | リック                       | 孤独な大人の男タイプ             |
| 5  | 2013年11月1日  | うたかたの恋                                     | ルドルフ                     | エレガントな貴公子タイプ         |
| 6  | 2013年11月8日  | 銀河英雄伝説                                     | キルヒアイス                 | 友情に厚い正義感タイプ           |
| 7  | 2013年11月15日 | 若き日の唄は忘れじ                               | 小和田逸平                   | 頼りになる体育会系タイプ         |
| 8  | 2013年11月22日 | ブラック・ジャック                               | ブラック・ジャック           | 心優しいアウトサイダータイプ     |
| 9  | 2013年11月29日 | ベルサイユのばら                                 | オスカル                     | 凛々しいキャリアウーマンタイプ   |
| 10 | 2013年11月29日 | ルパン 最後の恋                                  | アルセーヌ・ルパン           | クールなパーフェクトガイタイプ   |
| 11 | 2013年12月13日 | 復活                                             | ドミートリー・ネフリュードフ | 自分の心に正直な一途タイプ       |
| 12 | 2013年12月20日 | サン＝テグジュペリ - 星の王子さまになった操縦士- | サン＝テグジュペリ           | 少年の心を持つ夢追い人タイプ     |
| 13 | 2013年12月27日 | ソフェリーノの夜明け                             | アンリー・デューナン         | 信念を貫く熱い男タイプ           |
| 14 | 2014年1月10日  | 怪盗楚留香 花盗人                                | 楚留香                       | 浪漫を追い求めるキザな男タイプ   |
| 15 | 2014年1月17日  | 愛と革命の詩                                     | シェニエ                     | 情熱的な詩人タイプ               |
| 16 | 2014年1月31日  | 仮面のロマネスク                                 | ジャン・ピエール・ヴァルモン | 究極のプレイボーイタイプ         |
| 17 | 2014年2月7日   | 明智小五郎の事件簿 -黒蜥蜴                       | 黒蜥蜴                       | 才色兼備なツンデレ女子タイプ     |
| 18 | 2014年2月14日  | パリの空よりも高く                               | アルマンド・ジャッケ         | 陽気なアイディアマンタイプ       |
| 19 | 2014年2月21日  | 星影の人                                         | 沖田総司                     | 優しく爽やかな後輩タイプ         |
| 20 | 2014年2月28日  | 銀ちゃんの恋                                     | 倉丘銀四郎                   | 憎めない自由人タイプ             |
| 21 | 2014年3月7日   | 愛のプレリュード                                 | フレディ・クラーク           | 実は優しい照れ屋タイプ           |
| 22 | 2014年3月14日  | 情熱のバルセロナ                                 | フランシスコ・ラフォーレ     | 愛に生きる情熱家タイプ           |
| 23 | 2014年3月21日  | エドワード8世 -王冠を賭けた恋-                   | デーヴィット・ウィンザー     | ウィットに富んだセレブタイプ     |
| 24 | 2014年3月28日  | 華やかなりし日々                                 | ジュディ・レイン             | 夢を追う一途な女性タイプ         |
| 25 | 2014年4月4日   | 暁のローマ                                       | カエサル                     | カリスマ的リーダータイプ         |
| 26 | 2014年4月11日  | 愛するには短すぎる                               | フレッド・ウォーバックス     | 幼なじみの男の子タイプ           |
| 27 | 2014年4月18日  | 風と共に去りぬ                                   | レット・バトラー             | 包容力のある大人の男タイプ       |
| 28 | 2014年4月25日  | シャングリラ                                     | 美雨                         | 一途でいじらしい娘タイプ         |
| 29 | 2014年5月2日   | 銀河英雄伝説                                     | ラインハルト                 | 野心家の貴公子タイプ             |
| 30 | 2014年5月16日  | Shall we ダンス?                                 | ヘイリー・ハーツ             | やるときにはやる誠実タイプ       |
| 31 | 2014年5月23日  | Samourai サムライ                                | 渡会晴玄                     | 気概のある怪男児タイプ           |
| 32 | 2014年5月30日  | 誰がために鐘は鳴る                               | マリア                       | ピュアな少女タイプ               |
| 33 | 2014年6月6日   | ラスト・タイクーン                               | モンロー・スター             | 大人の色気がある癒し系タイプ     |
| 34 | 2014年6月13日  | 翼ある人々                                       | ヨハネス・ブラームス         | 一途で危険な年下タイプ           |
| 35 | 2014年6月20日  | ニジンスキー                                     | ヴァーツラフ・ニジンスキー   | 天才肌のガラスの王子タイプ       |
| 36 | 2014年6月27日  | 大江山花伝                                       | 藤子                         | 愛に激しく生きる女性タイプ       |
| 37 | 2014年7月4日   | 琥珀色の雨にぬれて                               | シャロン・カザティ           | 愛を求める魔性の女タイプ         |
| 38 | 2014年7月11日  | メイちゃんの執事 -私の命に代えてお守りします-    | 柴田理人                     | クールで完璧な執事タイプ         |
| 39 | 2014年7月18日  | エリザベート -愛と死の輪舞-                      | ルドルフ                     | 孤独なロマンチストタイプ         |
| 39 | 2014年7月25日  | 春の雪                                           | 松枝清顕                     | 誇り高き文学青年タイプ           |
| 40 | 2014年8月1日   | エリザベート -愛と死の輪舞-                      | トート                       | 愛に妥協を許さないオレ様タイプ   |
| 41 | 2014年8月8日   | 戦国BASARA -真田幸村編-                          | 上杉謙信                     | 寛容で正義を貫く天晴男タイプ     |
| 42 | 2014年8月15日  | アリスの恋人                                     | ルイス・キャロル             | 少年の心を持つクリエータータイプ |
| 43 | 2014年8月22日  | オグリ! -小栗判官物語-                           | 常陸小栗                     | アグレッシブな文武両道タイプ     |
| 44 | 2014年8月29日  | ヴァレンチノ                                     | ルドルフ・ヴァレンチノ       | 大胆で情熱的なラテン男タイプ     |
| 45 | 2014年9月5日   | 心中・恋の大和路                                 | 亀屋忠兵衛                   | 全てを捨てても愛を貫く男タイプ   |
| 46 | 2014年9月12日  | 逆転裁判 -蘇る真実-                              | フェニックス・ライト         | 行動で示してくれる熱血漢タイプ   |
| 47 | 2014年9月19日  | 舞姫 -MAIHIME-                                   | エリス・ワイゲルト           | 純真な野に咲く花タイプ           |
| 48 | 2014年9月26日  | NEVER SAY GOODBYE -ある愛の軌跡-                 | ジョルジュ・マルロー         | 同じ理想をもつ運命の人タイプ     |